# Rajini Rajasingham Thiranagama
Rajini Thiranagama, född Rajasingham 23 februari 1954 i Jaffna, död 21 september 1989 i Jaffna, var en tamilsk människorättsaktivist och feminist som sköts ihjäl av Tamilska befrielsetigrarnas kader efter att hon kritiserat dem för deras illdåd. Då hon dödades var hon chef över anatomiska departementet vid Jaffnas universitet och aktiv medlem i University Teachers for Human Rights Jaffnaavdelning, där hon tillhörde de grundande medlemmarna.